# Parauchenoglanis ahli
Parauchenoglanis ahli är en fiskart som först beskrevs av Holly, 1930.  Parauchenoglanis ahli ingår i släktet Parauchenoglanis och familjen Claroteidae. IUCN kategoriserar arten globalt som otillräckligt studerad. Inga underarter finns listade i Catalogue of Life.